# Protochauliodes cascadius
Protochauliodes cascadius là một loài côn trùng trong họ Corydalidae thuộc bộ Megaloptera. Loài này được Evans miêu tả năm 1984.